# Anacamptodes perfectaria
Anacamptodes perfectaria är en fjärilsart som beskrevs av Mcdunnough 1940. Anacamptodes perfectaria ingår i släktet Anacamptodes och familjen mätare. Inga underarter finns listade i Catalogue of Life.